# Hortensia von Anka
Hortensia von Anka (Hortense McDuck) är en figur i Kalle Ankas universum. Hon är syster till Joakim von Anka och Matilda von Anka och mamma till Kalle Anka och Dumbella Anka. Hon är gift med Kvacke Anka. Hennes mamma är Dunhilde O'Rapp och hennes pappa är Fergus "Scotty" von Anka.
Kalle Anka har troligen ärvt sitt temperement från henne. Hennes temperament var så häftigt att Joakim von Anka namngav en ilsken häst efter henne.